# Grumman XTSF
Grumman XTSF – niezrealizowany projekt amerykańskiego, pokładowego samolotu rozpoznawczo-torpedowego firmy Grumman z czasów II wojny światowej. Samolot miał powstać na bazie myśliwca Grumman F7F Tigercat. Prace nad maszyną zakończono na etapie budowy makiety naturalnej wielkości.

## Historia
Prace nad samolotem rozpoczęto pod koniec czerwca 1944 roku zaraz po zakończeniu programu budowy maszyny Grumman XTB2F. Nowy projekt otrzymał oznaczenie Design 66. 21 maja 1944 roku Bureau of Aeronautics (Biuro Aeronautyki US Navy) przesłało Grummanowi szczegółowe warunki techniczne jakie powinien spełniać samolot. 17 sierpnia 1944 roku podjęto decyzję o budowie dwóch prototypów (o numerach BuNo 84055 i 84056). W październiku 1944 roku Grumman przedstawił do oceny makietę kabiny z częścią dziobową samolotu i centropłatem. Pod koniec tego samego roku uszczegółowiono wymagania techniczne dla samolotu oznaczonego jako Grumman XTSF-1. Niestety w styczniu 1945 roku cały program został anulowany. Wytwórnia była w owym okresie mocno zaangażowana w produkcje samolotów Grumman F6F Hellcat, rozpoczęto montaż myśliwców Grumman F8F Bearcat i na kolejny projekt zabrakłoby mocy produkcyjnych. Sztabowców marynarki zniechęciły do samolotu również problemy z eksploatacją myśliwca F7F Tigercat. Jego duże rozmiary uniemożliwiały jego użycie na lotniskowcach typu Essex a lotniskowce typu Midway jeszcze do służby nie weszły. Zdecydowanie większe nadzieje wiązano z kolejną maszyną torpedowo-bombową, którą zaprojektować i zbudować miał Grumman, samolotem XTB3F (późniejszy Grumman AF Guardian).

## Konstrukcja
XTSF miał być całkowicie metalowym, wolnonośnym, dwusilnikowym średniopłatem. Dwumiejscowa kabina dla pilota i operatora radaru z miejscami w układzie tandem. W porównaniu z pierwowzorem czyli myśliwcem F7F, powiększono kadłub wygospodarowując miejsce na komorę bombową. W części dziobowej samolotu planowano umieścić radar AN/APS-3 lub AN/APS-4 lub SCR-720. Podwozie chowane, trójpodporowe z przednim podparciem. Podwozie główne chowane do wnęk w gondolach silnikowych, przednie do wnęki w kadłubie. Usterzenie klasyczne, skrzydła składane w celu umożliwienia hangarowania na pokładach lotniskowców. Maszyna miała być napędzana dwoma, 18-cylindrowymi silnikami w układzie poczwórnej gwiazdy Pratt & Whitney R-2800-22W Double Wasp umieszczonymi w gondolach silnikowych po obu stronach kadłuba z czterołopatowymi śmigłami Aeroproducts H-20-156 o średnicy 4,01 m każde.

## Uzbrojenie
Uzbrojenie strzeleckie składało się z czterech karabinów maszynowych kalibru 12,7 mm umieszczonych w skrzydłach, po dwa po każdej stronie kadłuba. W komorze bombowej samolot mógł przenosić jedną torpedę Mark 13 lub ładunek 1800 kg bomb lub jedną bombę o masie 910 kg. Możliwe było również uzbrojenie samolotu w bomby głębinowe lub morskie miny. 